# ソウル・ウリィカード・ウリィWON
ソウル・ウリィカード・ウリィWON（韓国語: 서울 우리카드 우리WON）は、韓国・ソウルを本拠地とする男子バレーボールチーム。旧称「ウリキャピタル・ドリームシックス」「ラッシュ・アンド・キャッシュ・ドリームシックス」「ソウル・ウリィカード・ハンセ」。

## 歴史
2008年に創設。2009年7月1日にチーム名をドリームシックスと定めて 7月15日にチーム創設式が行われた。2009-2010年から韓国Vリーグに参加する。
2011年9月、ウリキャピタルを買収した全北銀行はドリームシックスの経営には関わらないことを表明。これによりチームの存続が危ぶまれたが、韓国バレーボール連盟の管理球団とすることで存続が決定した。
2012年8月より消費者金融の「ラッシュ・アンド・キャッシュ」が1年間の契約でスポンサーとなり、現在のネーミングとなった。1年間のスポンサー契約終了後、ウリィカード（ウリィ銀行系列）がスポンサーとなり2013/14シーズンからは「牙山ウリィカード・ハンセ」となる。
なおホームアリーナの奨忠体育館の改修工事期間中は忠清南道牙山市に一時移転していた。2015年の改修工事完了に伴いソウルに戻る。
2016/17シーズンよりチーム名が「ソウル・ウリィカード・ウィビー」となり、2021/22シーズンより現在のチーム名となった。

## 主な成績
Vリーグ (韓国)
- 優勝：なし
- 準優勝：1回（2020-21）

KOVOカップ
- 優勝：2回（2015年、2021年）
- 準優勝：4回（2011年、2013年、2014年、2017年）

## 歴代所属選手
- ヴラド・ペトコビッチ
- パダル・クリスティアン
- 大竹壱青